# Göran Prawitz

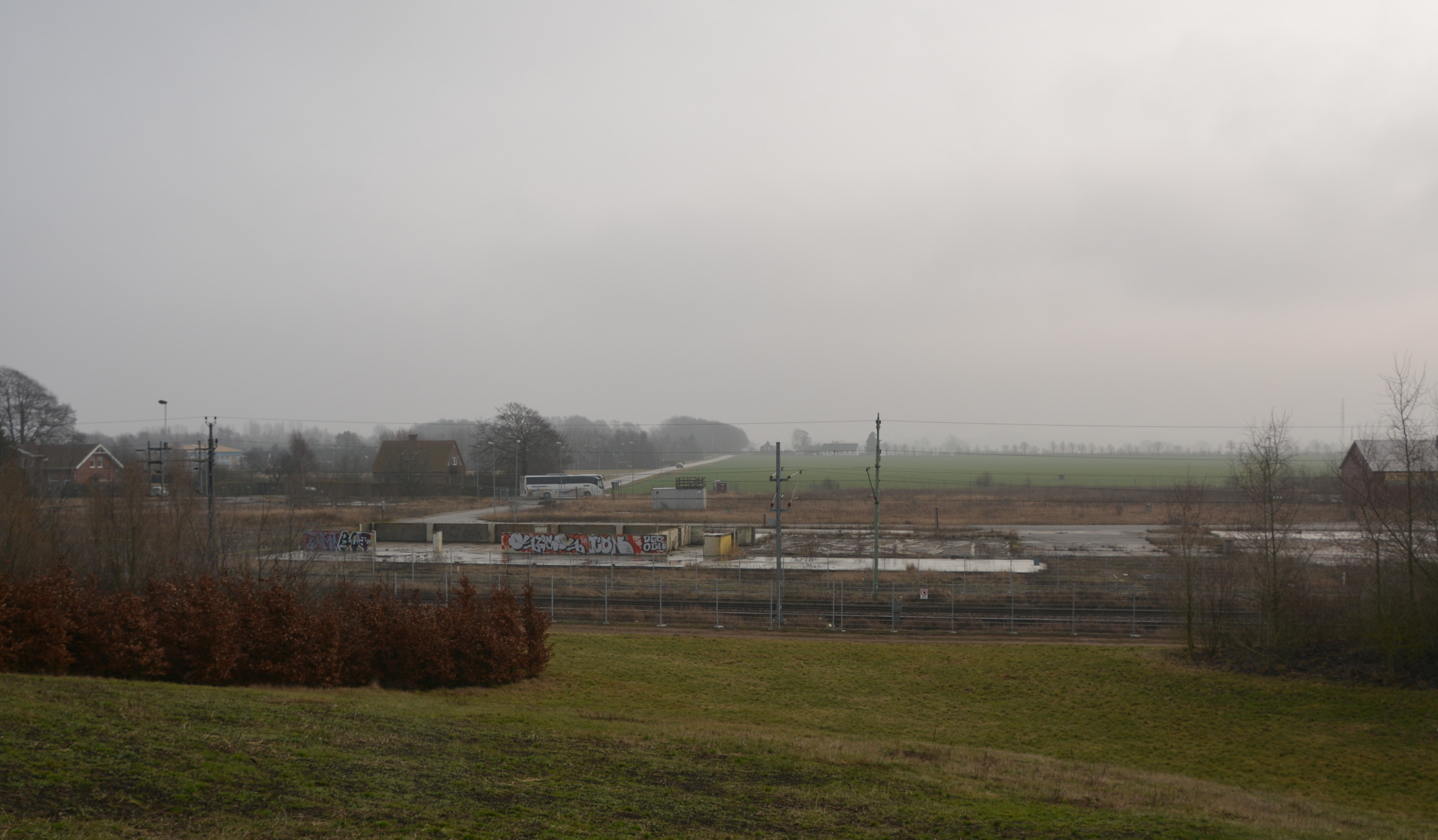
BT Kemi:s fabriksormåde 2017

Göran Prawitz, född 30 maj 1920 i Malmö, död 15 juli 2012, var en svensk företagsledare.
Göran Prawitz, som blev civilingenjör vid Chalmers Tekniska Högskola år 1943,  var anställd inom läkemedelsindustrin och vid Statens institut för folkhälsan 1943–1947, vid  Bönnelyche och Thuröe ab Malmö från 1947, där han var överingenjör och disponent där. Han var senare direktör i det senare konkurssatta, växtgiftproducerande företaget BT Kemi i Teckomatorp. Påträffande av omkring 600 nedgrävda gifttunnor på fabriksområdet 1975 med bland annat fenoxisyror, samt ett kostsamt efterföljande saneringsarbete som ännu är långt ifrån klart, gör att BT Kemi-affären anses vara Sveriges största miljöskandal.
Prawitz blev 1977 åtalad, men friad, för miljöbrott. Efter nya fynd av gift på BT Kemis tomt startade en ny rättsprocess några år senare. Även denna gång friades  Prawitz 1982 för miljöbrott. Däremot dömdes han för bestickning och ekonomiska oegentligheter i samband med brottsutredningen och den tidigare rättegången.
Under åren 1980–85 drev Prawitz ett företag som bland annat lagrade bekämpningsmedel på ett 5.000 kvadratmeter stort område i norra delen av Lomma hamn.